# Miðmundatindur
Miðmundatindur är en bergstopp i republiken Island. Den ligger i regionen Austurland, 400 km öster om huvudstaden Reykjavík. Toppen på Miðmundatindur är 1 044 meter över havet.
Runt Miðmundatindur är det mycket glesbefolkat, med 2 invånare per kvadratkilometer. Närmaste större samhälle är Reyðarfjörður, omkring 16 kilometer norr om Miðmundatindur. Trakten runt Miðmundatindur består i huvudsak av gräsmarker.